# Incubus

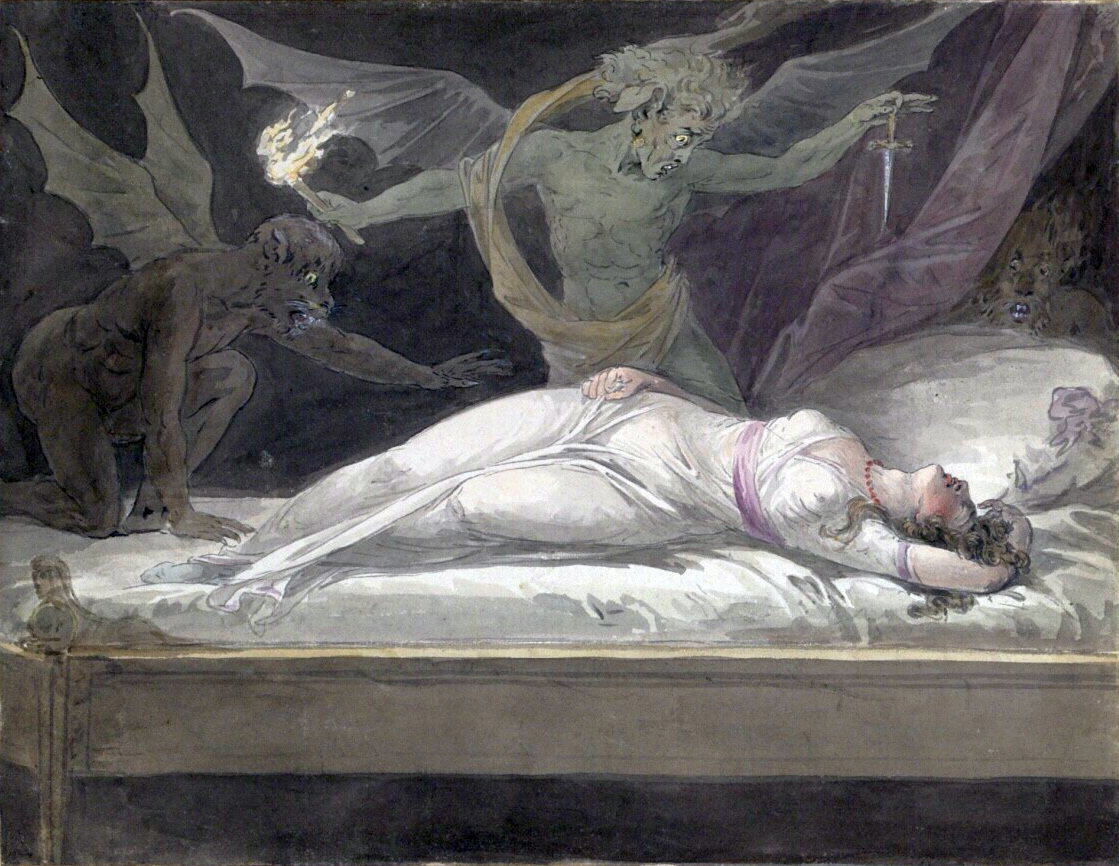
Bức tranh miêu tả về incubus được Vẽ vào năm 1870

Incubus (phiên bản nam của succubus), còn gọi là quỷ hấp tinh, là loài quỷ hay sinh vật siêu nhiên tựa như hồn ma chuyên quan hệ tình dục với những người đang ngủ, thường là phụ nữ, trong thần thoại Do Thái và châu Âu
Incubus thường xuất hiện trong giấc mơ của phụ nữ để quyến rũ và cưỡng hiếp họ, người ta cho rằng nữ quỷ Succubus hiếp dâm đàn ông trai trẻ đang ngủ và lấy hạt giống (tinh trùng) đưa cho Incubus để chúng đi cưỡng hiếp phụ nữ và thụ thai bằng hạt giống chúng đã được đưa, nhưng một số thì nghĩ rằng Incubus hoá thành nữ giới sau đó ăn nằm với đàn ông để lấy tinh trùng sau đó cưỡng hiếp phụ nữ. Nếu một ai được thụ thai bởi Incubus thì họ sẽ mang thai một Cambion - những đứa trẻ dị dạng hoặc có năng lực siêu nhiên. Theo được biết, một pháp sư nổi tiếng trong truyền thuyết vua Arthur đã miêu tả Merlin một Cambion. Mẹ của Merlin là người trần, còn cha là một con quỷ Incubus. Nhờ đó Merlin thừa hưởng những năng lực siêu nhiên.
Đã có nhiều bằng chứng và lời khai của những người phụ nữ đã bị cưỡng hiếp bởi một hồn ma vô hình khi đang ngủ, người xưa cho rằng những người phụ nữ mang thai không rõ nguyên nhân được cho là nạn nhân của Incubus, khi quan hệ tình dục với Incubus thì sẽ bị sức tàn lực liệt và có thể chết, người ta cho rằng các Incubus và Succubus hút sinh lực từ người khác bằng cách quan hệ tình dục để tồn tại.